# Hot Jazz
Hot Jazz е музикален албум на Сара Вон от 1953 година. Издаден е чрез компанията Ремингтън.

## Списък на композициите
- Mean to Me (Fred E. Ahlert, Roy Turk)
- Interlude (Dizzy Gillespie)
- What More Can a Woman Do? (Peggy Lee)
- No Smoke Blues (Leonard Feather)
- East of the Sun (Brooks Bowman)
- I'd Rather Have a Memory Than a Dream (Leonard Feather, Jessyca Russell)
- Singing Off (Leonard Feather, Jessyca Russell)

## Творчески състав
- Сара Вон – вокали
- Чарли Паркър – алто саксофон
- Флип Филипс
- Дизи Гилеспи – тромпет
- Нат Джеф – пиано
- Бил де Араньо – китара
- Кърли Ръсел – контрабас
- Макс Роуч – барабани